# Траскуера
Траскуѐра (на италиански и на пиемонтски: Trasquera) е село и община в Северна Италия, провинция Вербано-Кузио-Осола, регион Пиемонт. Разположено е на 1100 m надморска височина. Населението на общината е 222 души (към 2010 г.).